# Distrikt Teniente Manuel Clavero
Der Distrikt Teniente Manuel Clavero liegt in der Provinz Putumayo in der Region Loreto im äußersten Nordosten von Peru. Der Distrikt wurde am 19. Oktober 2004 gegründet. Am 5. Mai 2014 wurde der Distrikt aus der Provinz Maynas ausgegliedert und der neu gegründeten Provinz Putumayo zugeschlagen. Benannt wurde der Distrikt nach Manuel Clavero Muga (1879–1911), einem peruanischen Offizier im Kolumbianisch-Peruanischen Krieg. Die Distriktfläche beträgt 9642 km². Beim Zensus 2017 wurden 2818 Einwohner gezählt. Im Jahr 1007 lag die Einwohnerzahl bei 3896. Die Distriktverwaltung befindet sich in der 181 m hoch gelegenen Ortschaft Soplín Vargas mit 657 Einwohnern (Stand 2017). Soplín Vargas befindet sich 320 km nordwestlich der Provinzhauptstadt San Antonio del Estrecho.

## Geographische Lage
Der Distrikt Teniente Manuel Clavero liegt im äußersten Westen der Provinz Putumayo. Der Río Putumayo, Grenzfluss zum nördlich und östlich gelegenen Kolumbien, verläuft entlang der Distrikt- und Staatsgrenze nach Südosten. Dessen rechte Nebenflüsse Río Curuya, Río Angusilla, Río Yuvineto und Río Yabuyanos durchqueren den Distrikt in östlicher Richtung. Im äußersten Nordosten bildet der Río Güepí, rechter Nebenfluss des Río Putumayo, die Grenze zu Ecuador.
Der Distrikt Teniente Manuel Clavero grenzt im Süden an den Distrikt Rosa Panduro, im Südwesten an den Distrikt Torres Causana (Provinz Maynas), im Westen an Ecuador sowie im Norden und Osten an Kolumbien.